# Hartmut Michel
Hartmut Michel (Ludwigsburg, Alemanya 1948) és un bioquímic i professor universitari alemany guardonat amb el Premi Nobel de Química l'any 1988.

## Biografia
Va néixer el 18 de juliol de 1948 a la ciutat de Ludwigsburg, situada a l'estat alemany de Baden-Württemberg. Va estudiar bioquímica a la Universitat de Tübingen, ampliant estudis a la Universitat de Würzburg, on es va doctorar l'any 1977. El 1979 es va integrar a l'equip investigador del Departament de Bioquímica de l'Institut Max Planck de Martinsried i des de 1987 és professor de bioquímica a la Universitat Johann Wolfgang Goethe.

## Recerca científica
L'any 1985, en col·laboració amb Johann Deisenhofer i Robert Huber, va descobrir l'estructura completa de la proteïna que es troba en la base del procés de fotosíntesi, la qual és capaç de convertir l'energia lluminosa en energia química i que anomenaren centre de reacció fotosintètica. Mitjançant l'ús de la cristal·lografia a través de raigs X van aconseguir determinar l'estructura química dels més de 10.000 àtoms que componen el complex d'aquesta proteïna, aconseguint crear així la seva imatge tridimensional. La seva investigació va augmentar la comprensió general dels mecanismes de la fotosíntesi i va revelar semblances entre els processos fotosintètics de plantes i els bacteris.
El 1988 fou guardonat, al costat dels seus compatriotes Deisenhofer i Huber, amb el Premi Nobel de Química per la determinació de l'estructura tridimensional del centre de reacció fotosintètica.